# لوبوش کوزل
لوبوش کوزل (چکی: Luboš Kozel؛ زادهٔ ۱۶ مارس ۱۹۷۱) بازیکن سابق و مربی فوتبال اهل جمهوری چک است.
از باشگاه‌هایی که در آن بازی کرده‌است می‌توان به باشگاه فوتبال بوهمیانس ۱۹۰۵، باشگاه فوتبال ویکتوریا پلزن، باشگاه فوتبال اسلاویا پراگ، و باشگاه فوتبال اویپشت اشاره کرد.
وی همچنین در تیم ملی فوتبال جمهوری چک بازی کرده‌است.